# Casa Paquet
La Casa Paquet es un edificio en el barrio de Cimadevilla, Gijón, Asturias construido en noviembre de 1918 por encargo de la familia Paquet y bajo diseño del arquitecto Miguel García de la Cruz. Es de estilo neorrenacentista, inspirándose en las casonas y palacios del siglo XVI. Forma, junto al palacio de Revillagigedo y su capilla, la colegiata de San Juan Bautista, la fachada meridional de Cimadevilla y es usado como oficina de atención turística.
Hace parte de los principales monumentos que se encuentran en el barrio de Cimadevilla, que ha sido declarado Bien de Interés Cultural con categoría de Conjunto Histórico el 20 de febrero de 1975 (BOE 21 de marzo de 1975).

## La familia Paquet
Durante el siglo XX, la familia Paquet se convirtió en una de las más significativas de la burguesía local. Su presencia en Asturias se debe a la figura de José Paquet Guiguet, quien llegó a Gijón desde Francia en la segunda mitad del siglo XIX y  se casó con la gijonesa Eustaquia García-Rendueles Bada. Él acabó incorporándose a la Unión Hullera y Metalúrgica de Asturias, empresa en la que prestó sus servicios hasta su fallecimiento en 1891.
Sin embargo, fueron sus hijos Alberto y Julio, quienes consolidaron definitivamente el apellido Paquet en la región de Asturias. Alberto Paquet (1876-1960) crearía en 1901 la Compañía Asturiana de Artes Gráficas aunque sería en 1914 donde crearía una empresa muy activa en el comercio marítimo, siendo enviado de la Compagnie Générale Trasatlantique, muy importante para el comercio europeo-americano y de la Sociedad Española de Comercio Exterior. Alberto Paquet usaría el edificio tanto como para su empresa naviera como para vivir con su familia, formada tras casarse en el año 1900 con Dolores del Campo.

## Origen y descripción
Este edificio fue diseñado por el arquitecto Miguel García de la Cruz inspirado en los palacios españoles del siglo XVI, con un doble objetivo: albergar la sede de la compañía naviera de Alberto Paquet y el domicilio del matrimonio Paquet del Campo. Ambos usos (empresarial y residencial), debían ser independientes, lo que fue facilitado por la ubicación entre dos calles que cuentan con una diferencia de rasante entre ellas; la de Claudio Alvargonzález (inferior) y la de Óscar Olavarría (superior). Las oficinas se encuentran en el nivel inferior, con acceso al puerto, y, sobre las oficinas, dos plantas, destinadas a la vivienda, con acceso a la calle Oscar Olavarría, enfrente de la Colegiata de San Juan.
Para dicho proyecto, se adquirieron tres viviendas que fueron demolidas, con el fin de obtener un solar de 400m². Mientras se derruían los edificios prexistentes para liberar el solar de construcción, apareció del terreno un líquido de color negro similar al petróleo. Alberto Paquet encomendó un análisis de muestras al químico Juan del Castillo, resultando que el líquido era esquisto, un tipo de aceite mineral, probablemente de un barril roto en uno de los almacenes demolidos, que terminó surgiendo durante las obras.

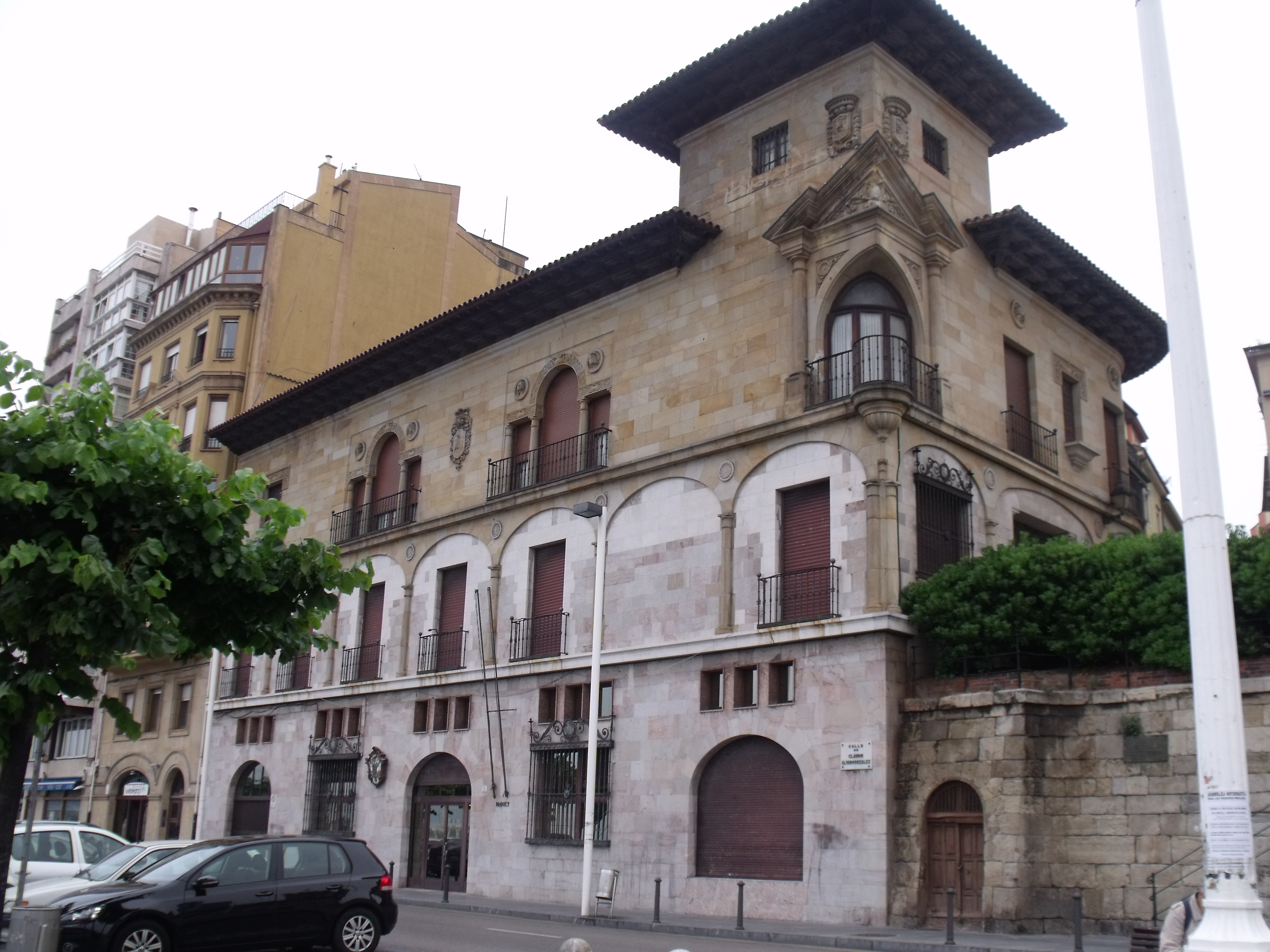
Contraste entre la primera planta, de uso comercial, y la segunda y tercera, de uso residencial.

### Exterior

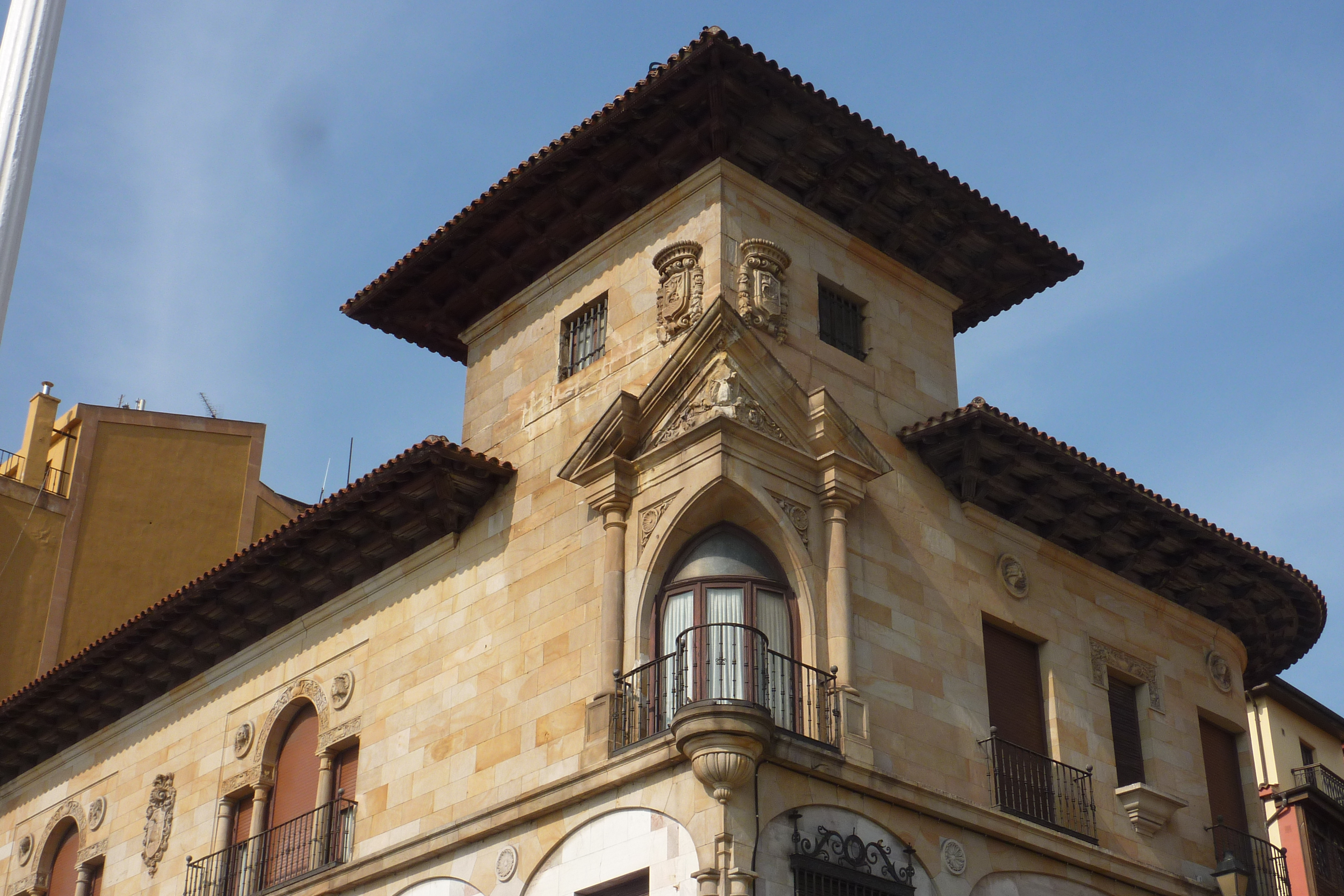
Detalle de la esquina, que incluye un balcón y escudos heráldicos.

Miguel García de la Cruz diseñó, en la planta de oficinas, una fachada funcional y sobria, a diferencia de las plantas superiores, donde simuló un palacio de estilo neorrenacentista con toques barrocos y regionalista, culminadas con amplios aleros. Los vanos se solucionan mediante una arquería inspirada en la fachada del palacio de Camposagrado de Avilés y, además, se incluye una torre de casona hidalga con un monumental balcón en esquina. En la fachada frente al puerto se combinan sillería de piedra caliza y arenisca blanca, logrando un gran contraste de color. En la fachada trasera se combina cantería con mortero para lograr un aspecto más rústico. Se aprecian esfuerzos de cantería (en los sillares), carpintería (en los aleros) y forja (en los balcones).  
Desde su construcción, la Casa Paquet apenas sufrió modificaciones, únicamente la fachada de las oficinas, creando cinco grupos de ventanas cuadrangulares pequeñas sobre los vanos principales. Estos cambios provienen de la creación de un entresuelo en la planta baja, realizado en 1967 por el arquitecto José Bernabé González Ortega.

### Interior
En el interior, en sus más de 1.200 m² de superficie, la casa cuenta con numerosas dependencias y con ricos acabados de su planta noble, en la que se emplazaron el comedor, la sala de estar y el dormitorio del matrimonio con un cuarto de baño. Desde la calle se accede a estos espacios a través de un zaguán que da paso a la escalera principal, aislada por amplios cortavientos. Sin embargo, no se conservaron los planos de las plantas, por lo que no se puede conocer en detalle cómo fue su distribución interna original. En los principales espacios internos se conservan las vidrieras, puertas, molduras, entelados y pavimentos.
El resto de la superficie de la planta inferior, se destinaba a estancias complementarias y de servicio. A estas se accedía desde la calle de Óscar Olavarría y estaban comunicadas internamente mediante escaleras independientes.

## Actualidad
Entre 1920 y 1960, la Casa Paquet siguió siendo usada como vivienda, salvo en la Guerra Civil, cuando en 1937 el edificio fue requisado como sede del Partido Comunista de España y de otras dependencias administrativas. Asimismo, existía un refugio antiaéreo anexo al edificio.
El matrimonio Paquet del Campo donó su vivienda a la Obra Social y Cultural Sopeña (OSCUS), actual Fundación Dolores Sopeña, que la utilizó durante casi 50 años como centro de formación profesional para trabajadores y personas en riesgo de exclusión social. En 2016 el inmueble se alquiló al Ayuntamiento de Gijón, que inauguró en 2020 una oficina de turismo y unas oficinas administrativas, descartando ubicar ahí un albergue de peregrinos.